# Augusta Jawara
Hannah Augusta Darling Jawara, née Mahoney (tháng 5 năm 1924 – 21 tháng 1 năm 1981), là một y tá, nhà viết kịch và nhà hoạt động cho nữ quyền người Gambia. Bà là vợ đầu của Dawda Jawara.

## Cuộc đời
Augusta Mahoney sinh ra trong một gia đình Christian Aku Creole nổi tiếng. Bà là con gái của Sir John Mahoney, người phát ngôn của Hội đồng Lập pháp Gambia đầu tiên, và mẹ là Hannah. Em gái của Augusta là Louise N'Jie.
Bà học tại trường trung học Mohammedan, nơi lần đầu tiên bà gặp người chồng tương lai của mình, (chủ tịch tương lai) Dawda Jawara, trước khi đào tạo điều dưỡng tại Edinburgh, Scotland. Vào tháng 2 năm 1955, bà kết hôn với Jawara. Đứa con đầu lòng của họ được sinh ra ở Edinburgh, nơi chồng bà đã trở lại học. Năm 1960, bà đã ứng cử vào Hạ viện trong cuộc bầu cử 1960, tranh cử chức lính trưởng ở Bathurst không thành công cho đảng PPP của chồng. Do đó, bà trở thành ứng cử viên nữ đầu tiên tham gia cuộc bầu cử quốc gia Gambia. Năm 1962, bà thành lập Hội Phụ nữ đương đại.
Vở kịch của Jawara The African King được sản xuất tại Negro Arts Festival ở Dakar năm 1966. Năm 1967, bà và Dawda Jawara ly dị, và ông ta đã trở lại đạo Hồi. Năm 1968 Mahoney xuất bản Rebellion - "có lẽ là cuốn sách dành cho trẻ em nữ quyền, nữ quyền đầu tiên trong lịch sử và truyền thống văn học của Gambia". Xuất bản dưới bút danh, Rebellion là một vở kịch về Nyasta, một cô gái tuổi teen ở một ngôi làng nông thôn đấu tranh để tiếp tục việc học của mình thay vì phải chịu một cuộc hôn nhân sắp đặt. Vào thời điểm nó được xuất bản, cô là Chủ tịch của Liên đoàn Phụ nữ Gambia, mà cô ấy đã giúp thành lập từ các hiệp hội phụ nữ trong Khu vực Banjul.
Bà mất ở London vào ngày 21 tháng 1 năm 1981.

## Tác phẩm

### Kịch
- The African King, produced 1966.
- Rebellion, 1968

### Khác
- "The Gambia Women's Federation", Women Today, Vol. 6, No. 4 (1965), pp. 79–81.